# Parodontidae
Famille
Parodontidae forment une famille de poissons d'eau douce appartenant à l'ordre des Characiformes.

## Liste des genres
Selon FishBase (05 juin 2015):
- genre Apareiodon Eigenmann, 1916
- genre Parodon Valenciennes, 1850
- genre Saccodon Kner, 1863

## Galerie

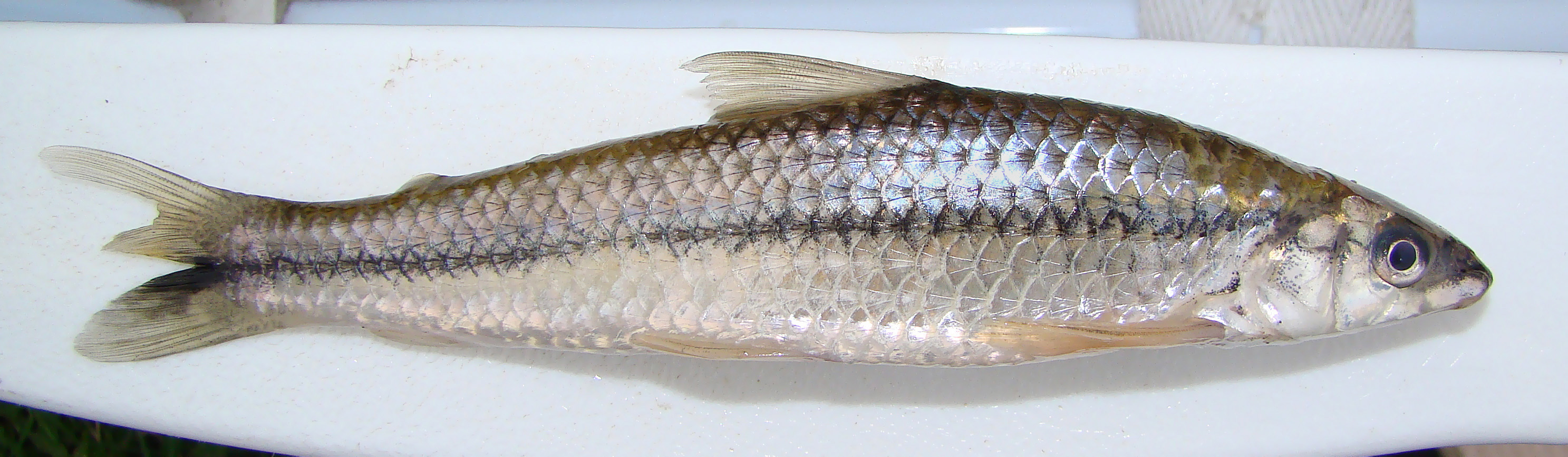
Apareiodon affinis
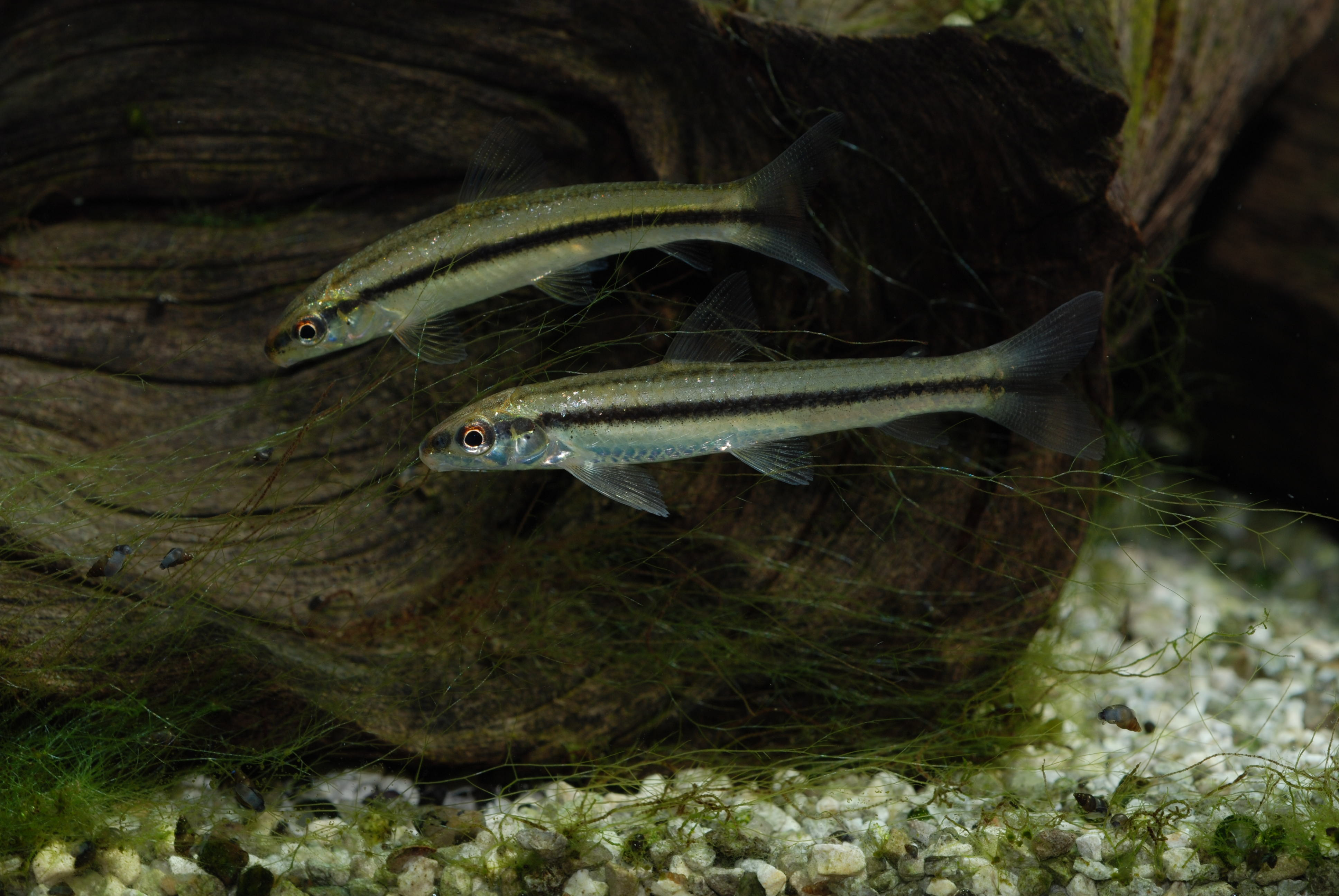
Apareiodon hasemani
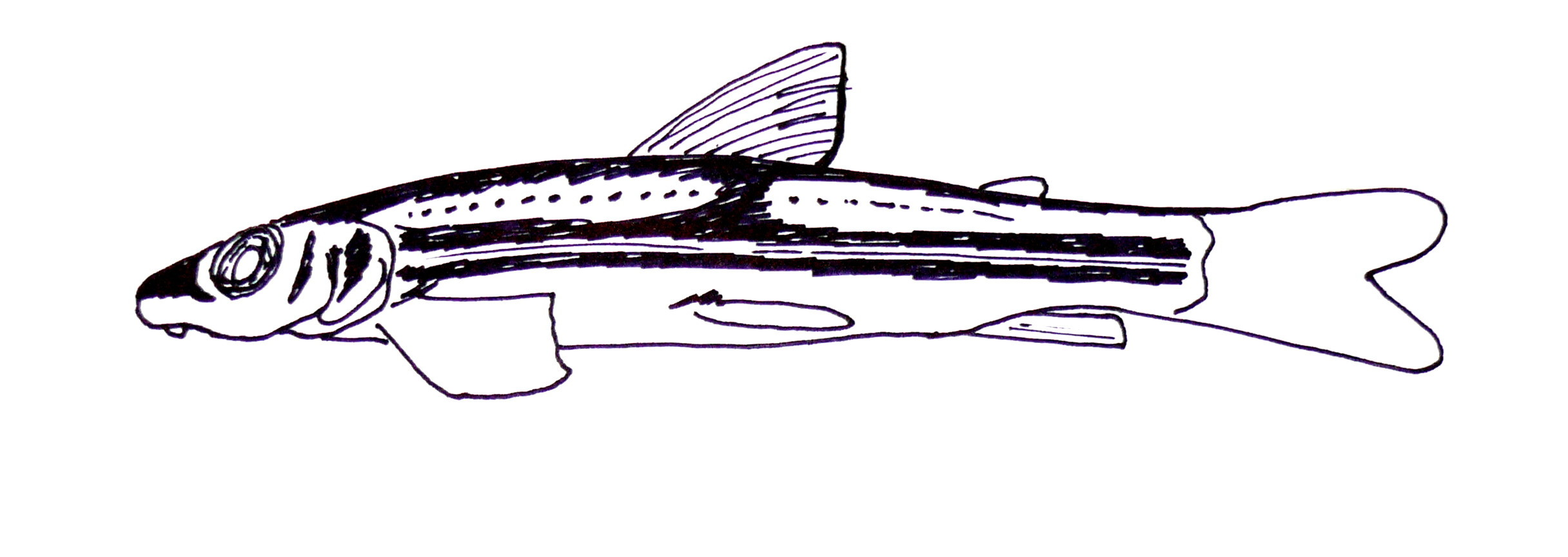
Parodon guyanensis